# Evenimentul Zilei
Evenimentul Zilei – rumuński dziennik wydawany w Bukareszcie. Został założony w 1992 roku.
W 1997 r., po odejściu Iona Cristoiu i szoku spowodowanym kilkoma kolejnymi falami odejść, nowy zespół redakcyjny został przejęty przez Cornela Nistorescu (dyrektora) i Sorina Tapai (redaktora naczelnego), a gazeta zmieniła swoją pozycję redakcyjną, stopniowo porzucając popularne podejście i pozycjonując się na rynku medialnym jako gazeta wysokiej jakości. Kupiony w 1998 r. przez niemiecki trust prasowy Gruner&Jahr, a następnie sprzedany w 2003 r. szwajcarskiemu trustowi Ringier, EVZ został przejęty w lutym 2010 r. przez biznesmena Bobby'ego Păunescu, którego inwestycje medialne obejmują również stację telewizyjną (B1 TV), tygodnik ekonomiczny (Capital) i szereg lokalnych publikacji. 
Ostatni numer dziennika ukazał się 30 grudnia 2019. Od 2020 r. pismo jest dostępne wyłącznie w wydaniu internetowym.